# Premio al mejor Baloncestista Masculino del Año de la Conference USA
El Premio al mejor Baloncestista Masculino del Año de la Conference USA (en inglés, Conference USA Men's Basketball Player of the Year) es un galardón que otorga la Conference USA al jugador de baloncesto masculino más destacado del año. El premio fue entregado por primera vez en la temporada 1995-96. Dos jugadores han recibido el premio en dos ocasiones: Danny Fortson (1996 y 1997) y Steve Logan (2001 y 2002), ambos de Cincinnati. Kenyon Martin, también de Cincinnati, ganó el premio en la misma temporada en la que fue nombrado mejor jugador nacional (2000).
Cincinnati y Memphis son las universidades con más vencedores con cinco, seguida de Middle Tennessee y Louisiana Tech con tres.

## Ganadores

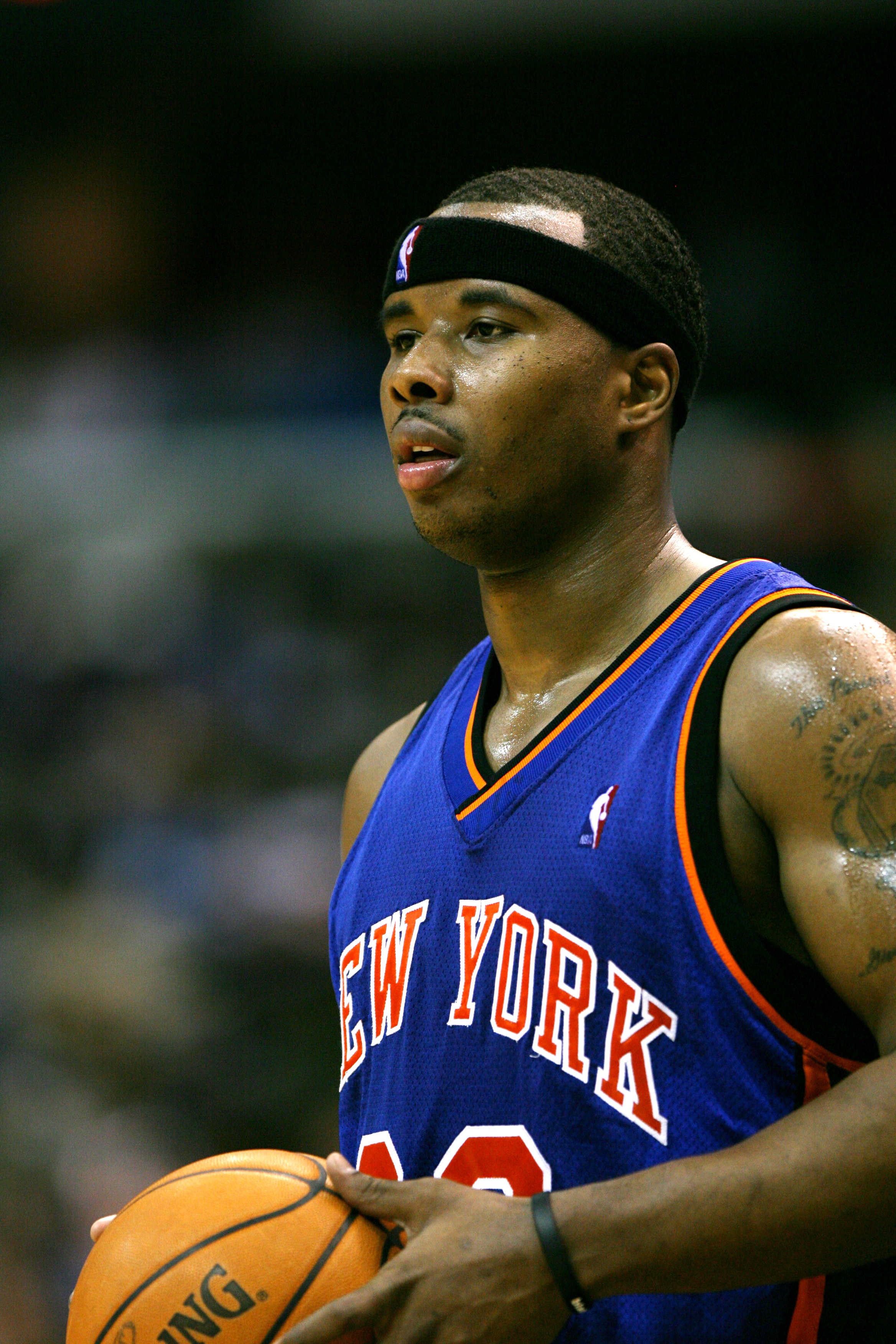
Quentin Richardson es el único freshman que ha ganado el premio.

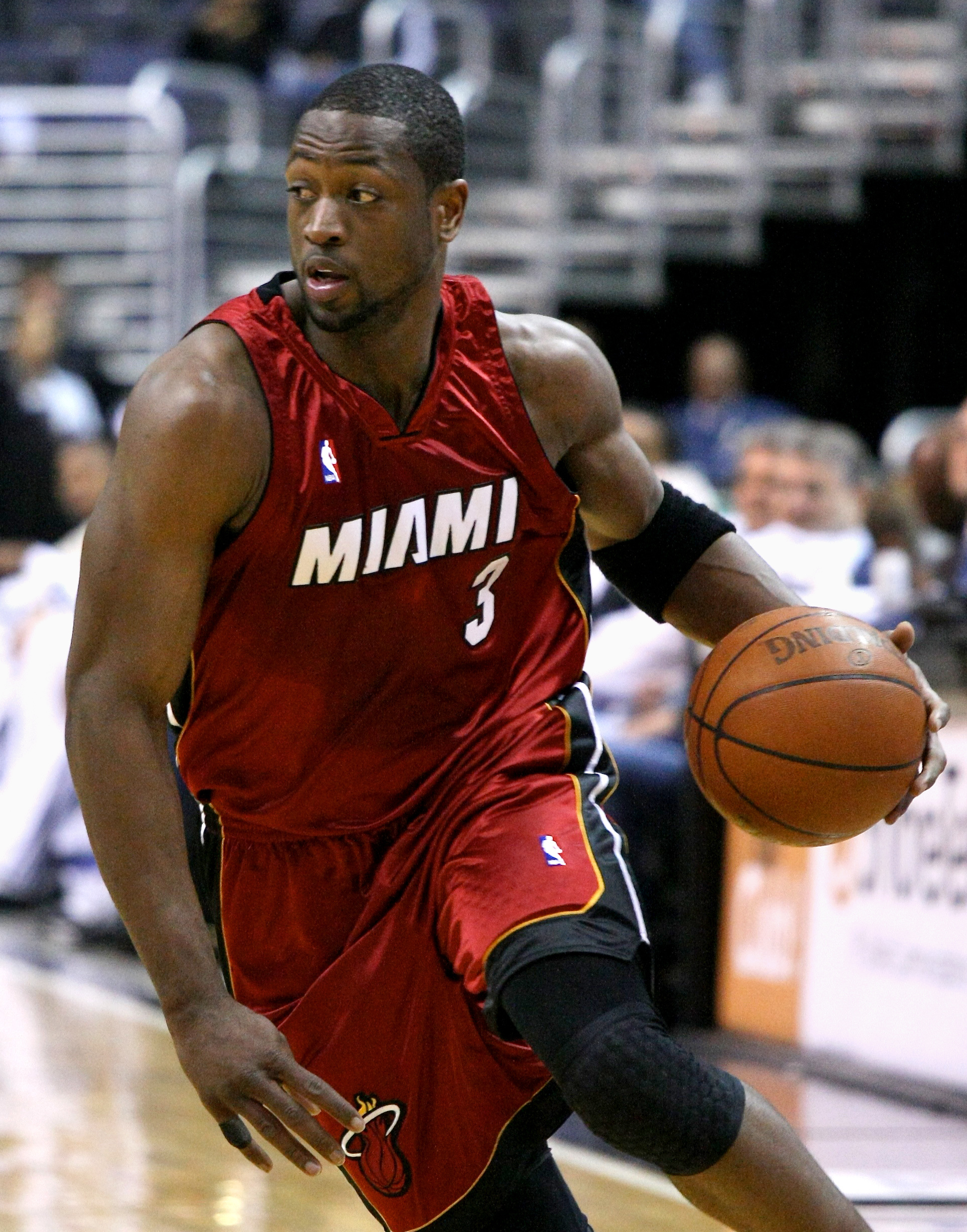
Dwyane Wade ganó el premio en 2003 con Marquette.

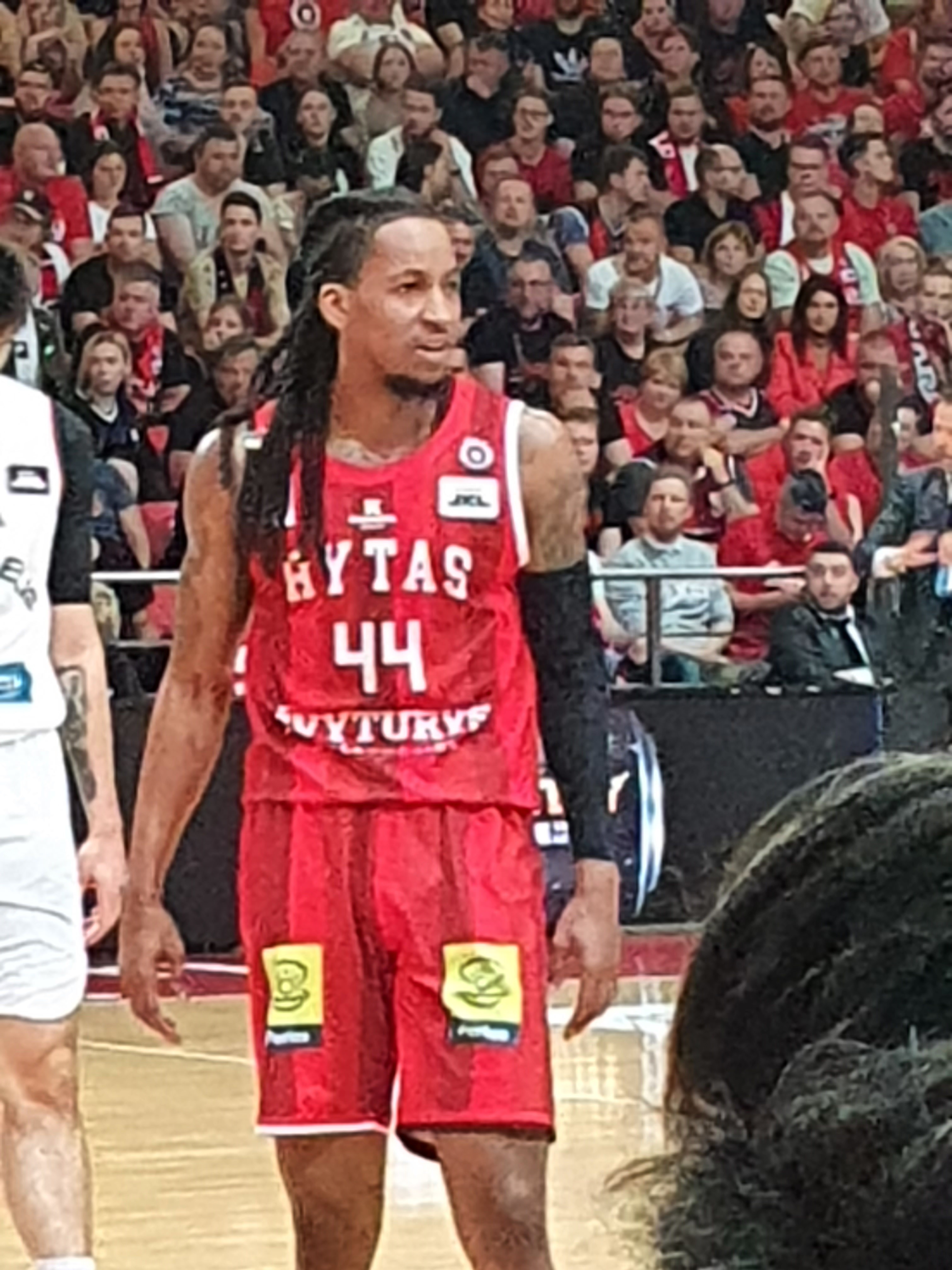
Speedy Smith ganó el premio en 2015.

| †           | Co-Jugadores del Año                                                                                                |
| *           | Ganador del premio al mejor universitario del año: el Naismith College Player of the Year o el John R. Wooden Award |
| Jugador (X) | Denota el número de veces que ha conseguido el galardón                                                             |

| Temporada | Jugador               | Universidad        | Posición      | Curso     | Referencia |
| --------- | --------------------- | ------------------ | ------------- | --------- | ---------- |
| 1995–96   | Danny Fortson         | Cincinnati         | Ala-Pívot     | Sophomore |            |
| 1996–97   | Danny Fortson (2)     | Cincinnati         | Ala-Pívot     | Junior    |            |
| 1997–98   | DeMarco Johnson       | UNC Charlotte      | Alero         | Senior    |            |
| 1998–99   | Quentin Richardson    | DePaul             | Escolta/Alero | Freshman  |            |
| 1999–00   | Kenyon Martin*        | Cincinnati         | Ala-Pívot     | Senior    |            |
| 2000–01   | Steve Logan           | Cincinnati         | Base          | Junior    |            |
| 2001–02   | Steve Logan (2)       | Cincinnati         | Base          | Senior    |            |
| 2002–03   | Dwyane Wade           | Marquette          | Escolta       | Junior    |            |
| 2003–04   | Antonio Burks         | Memphis            | Base          | Senior    |            |
| 2004–05   | Eddie Basden          | UNC Charlotte      | Escolta/Alero | Senior    |            |
| 2005–06   | Rodney Carney         | Memphis            | Alero         | Senior    |            |
| 2006–07   | Morris Almond         | Rice               | Base/Escolta  | Senior    |            |
| 2007–08   | Chris Douglas-Roberts | Memphis            | Escolta       | Junior    |            |
| 2008–09   | Jermaine Taylor       | UCF                | Base/Escolta  | Senior    |            |
| 2009–10   | Randy Culpepper       | UTEP               | Base/Escolta  | Junior    |            |
| 2010–11   | Aaron Johnson         | UAB                | Base          | Senior    |            |
| 2011–12   | Will Barton           | Memphis            | Escolta       | Sophomore | [ 1 ]      |
| 2012–13   | Joe Jackson           | Memphis            | Base          | Junior    | [ 2 ]      |
| 2013–14   | Shawn Jones           | Middle Tennessee   | Ala-Pívot     | Senior    | [ 3 ]      |
| 2014–15   | Speedy Smith          | Louisiana Tech     | Base          | Senior    | [ 4 ]      |
| 2015–16   | Alex Hamilton         | Louisiana Tech     | Escolta       | Senior    | [ 5 ]      |
| 2016–17   | JaCorey Williams      | Middle Tennessee   | Ala-Pívot     | Senior    | [ 6 ]      |
| 2017–18   | Nick King             | Middle Tennessee   | Ala-Pívot     | Senior    |            |
| 2018–19   | B. J. Stith           | Old Dominion       | Escolta       | Senior    | [ 7 ]      |
| 2019–20   | Javion Hamlet         | North Texas        | Base          | Junior    | [ 8 ]      |
| 2020–21   | Charles Bassey        | Western Kentucky   | Pívot         | Junior    | [ 9 ]      |
| 2021–22   | Jordan Walker         | UAB                | Base          | Senior    | [ 10 ]     |
| 2022–23   | Tylor Perry           | North Texas        | Escolta       | Senior    | [ 11 ]     |
| 2023–24   | Isaiah Crawford       | Louisiana Tech     | Alero         | Graduado  | [ 12 ]     |
| 2024–25   | Jaron Pierre Jr.      | Jacksonville State | Escolta       | Senior    | [ 13 ]     |

## Ganadores por universidad
| Universidad (en CUSA desde) | Premios | Años                         |
| --------------------------- | ------- | ---------------------------- |
| Cincinnati (1995)           | 5       | 1996, 1997, 2000, 2001, 2002 |
| Memphis (1995)              | 5       | 2004, 2006, 2008, 2012, 2013 |
| Middle Tennessee (2013)     | 3       | 2014, 2017, 2018             |
| Louisiana Tech (2013)       | 3       | 2015, 2016, 2024             |
| North Texas (2013)          | 2       | 2020, 2023                   |
| Charlotte (1995, 2013)      | 2       | 1998, 2005                   |
| UAB (1995)                  | 2       | 2011, 2022                   |
| Old Dominion (2013)         | 1       | 2019                         |
| DePaul (1995)               | 1       | 1999                         |
| Jacksonville State (2023)   | 1       | 2025                         |
| Marquette (1995)            | 1       | 2003                         |
| Rice (2005)                 | 1       | 2007                         |
| UCF (2005)                  | 1       | 2009                         |
| UTEP (2005)                 | 1       | 2010                         |
| Western Kentucky (2014)     | 1       | 2021                         |
| East Carolina (2001)        | 0       | —                            |
| FIU (2013)                  | 0       | —                            |
| Florida Atlantic (2013)     | 0       | —                            |
| Houston (1996)              | 0       | —                            |
| Marshall (2005)             | 0       | —                            |
| Southern Methodist (2005)   | 0       | —                            |
| Southern Mississippi (1995) | 0       | —                            |
| Tulane (1995)               | 0       | —                            |
| Tulsa (2005)                | 0       | —                            |
| UTSA (2013)                 | 0       | —                            |